# Снітко Сергій Якович
Снітко Сергій Якович (* 30 вересня 1906, Київ — † 16 липня 1978) — український режисер-документаліст.
Народився 30 вересня 1906 р. в Києві у родині фельдшера. Закінчив кінофакультет Київського державного театрального інституту (1927). З 1927 р. працював в українській кінематографії: асистентом режисера на Київській студії художніх фільмів, режисером Одеської кіностудії у кінокартинах: «Декада загартування», «Міцні непереможні» (1931), «Бляшано-баночний цех», «Бойові постріли» (1932), «Жироуловлювачі», «Томати» (1933), «Короста коней», «Санітарно-гігієнічний режим на рибоконсервному заводі» (1934), «Короста овець» (1935), «Формування і ремонт вагонних колісних пар» (1937), «Радянське шампанське» (1939) та ін. З 1940 р. — режисер Київської студії науково-популярних фільмів.
Створив близько 70 науково-популярних, навчальних, техніко-пропагандистських стрічок й 22 номери кіножурналу «Сільське господарство України». Його картини «Український рис» і «Свідки віків» відзначені призами зонального кінофестивалю в Ленінграді й Всесоюзному кінофестивалі архітектурних фільмів.
Нагороджений орденом Червоної Зірки, Трудового Червоного Прапора, медалями.
Був членом Спілки кінематографістів України.